# أليشا ناتاشا فروتشن
أليشا ناتاشا فروتشن (بالإنجليزية: Alisha Natasha Fortune)‏ هي عداءة سريعة غيانية، ولدت في 5 يونيو 1975.

## وصلات خارجية
- أليشا ناتاشا فروتشن على موقع الاتحاد الدولي لألعاب القوى (الإنجليزية)